# Distretto di Mueang Nakhon Nayok
Il distretto di Mueang Nakhon Nayok (in thailandese: เมืองนครนายก) è un distretto (amphoe) della Thailandia, situato nella provincia di Nakhon Nayok, della quale è il capoluogo.